# Svarttjärnen (Hede socken, Härjedalen, 694745-135759)
Svarttjärnen är en sjö i Härjedalens kommun i Härjedalen och ingår i Ljusnans huvudavrinningsområde.